# St. Stephan (Oberroth)

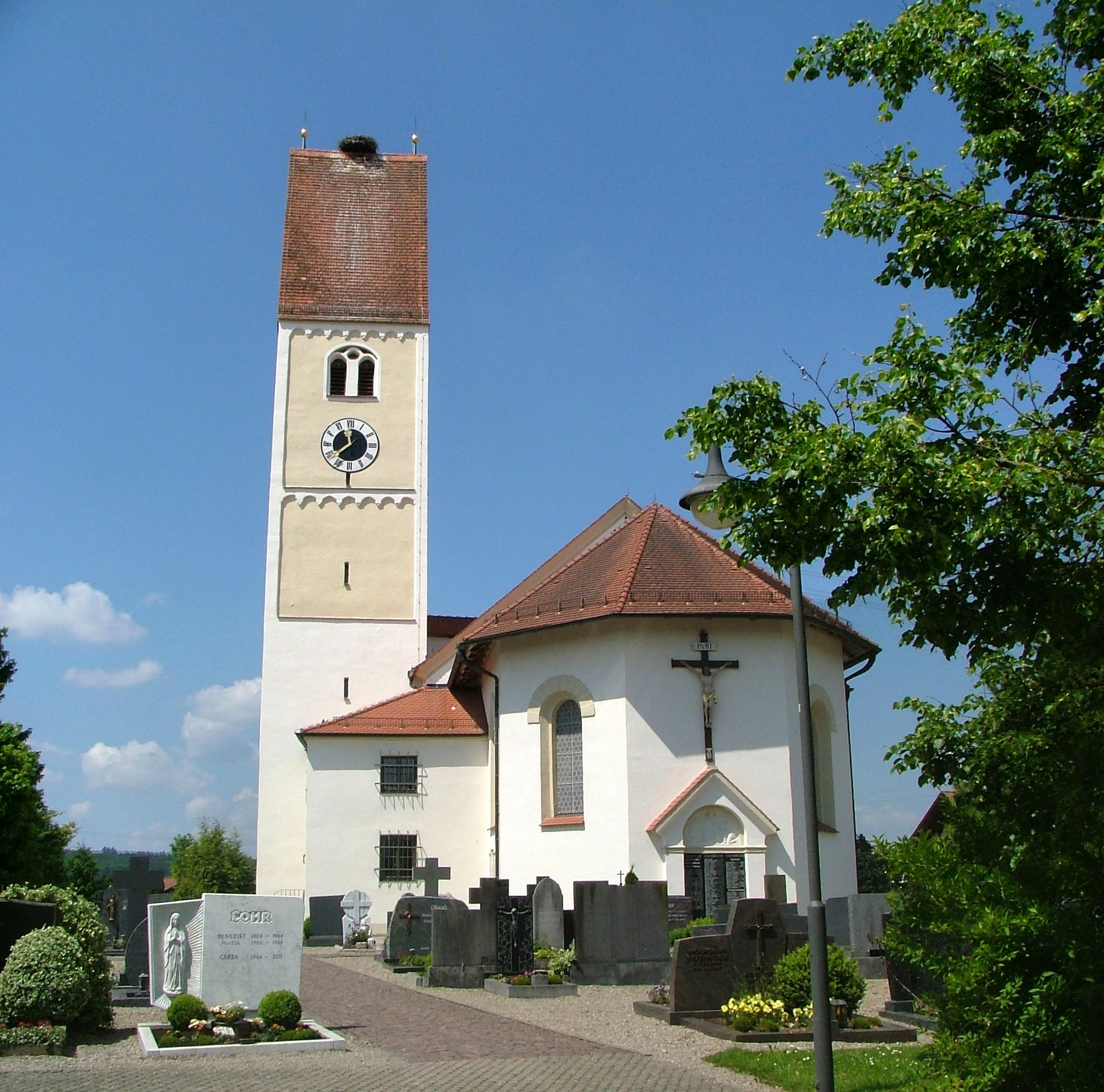
St. Stephan in Oberroth

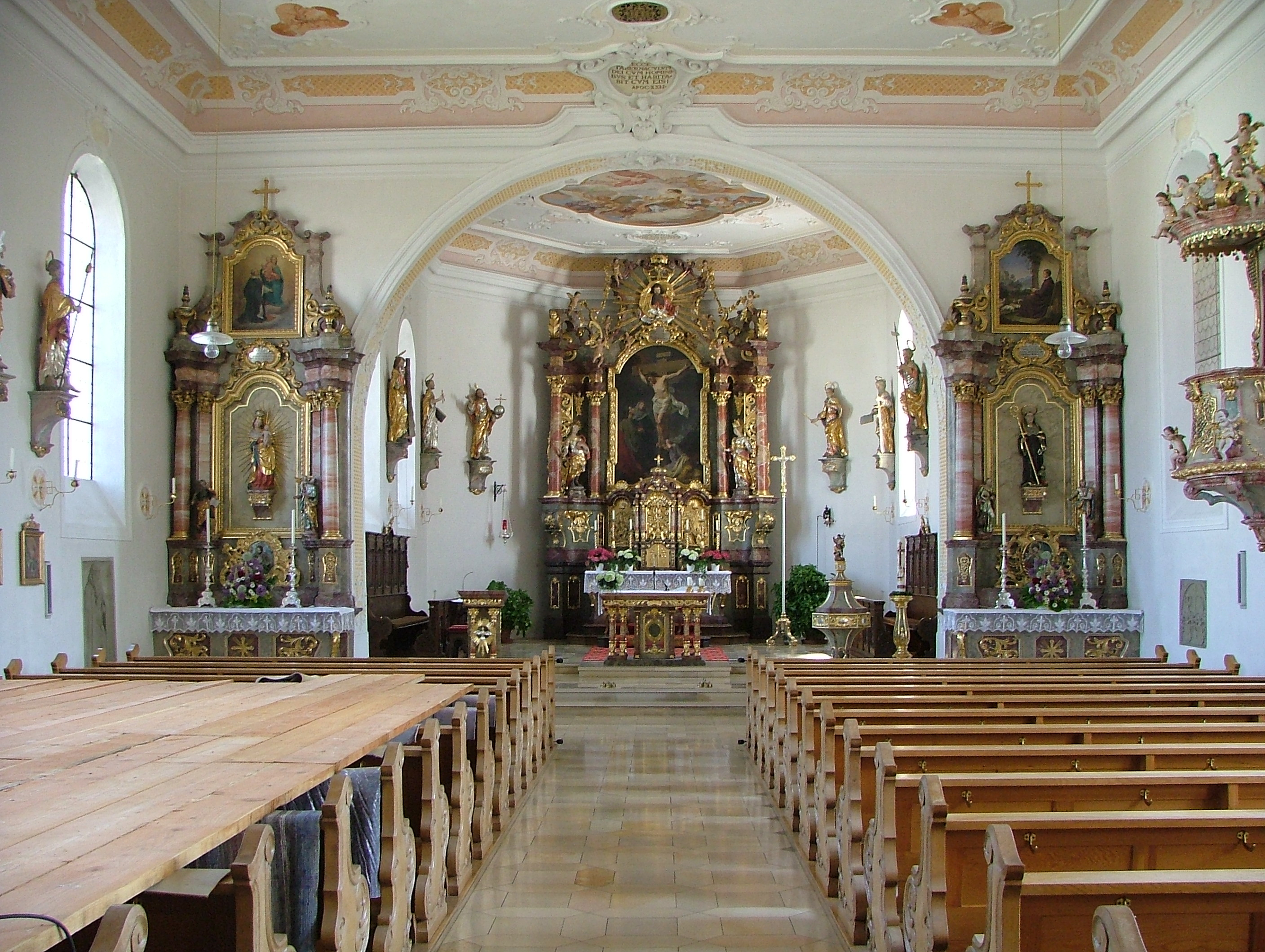
Innenraum

Die römisch-katholische Pfarrkirche St. Stephan steht in Oberroth, einer Gemeinde im schwäbischen Landkreis Neu-Ulm in Bayern. Das Bauwerk ist in der Liste der Baudenkmäler in Oberroth als Baudenkmal unter der Nr. D-7-75-141-7 eingetragen. Die Kirche gehört zum Dekanat Neu-Ulm des Bistums Augsburg.

## Beschreibung
Die Saalkirche wurde 1846/47 erbaut. Sie besteht aus einem Langhaus, einem eingezogenen, dreiseitig geschlossenen Chor im Osten und einem Kirchturm am östlichen Teil der Südwand des Langhauses, dessen oberstes Geschoss die Turmuhr und den Glockenstuhl beherbergt, und der quer mit einem Satteldach bedeckt ist. 
Der Innenraum des Langhauses ist mit einer Flachdecke überspannt. Die Fresken stammen von Leonhard Thoma. Er hat auch das Altarretabel des Hochaltars bemalt. Ein ehemaliges Altarretabel, auf dem Stephanus dargestellt ist, wurde ursprünglich Bartholomäus Spranger zugeschrieben, der es um 1600 gemalt haben soll, inzwischen wird es jedoch mit 1620/25 datiert und Gabriel Dreer zugeordnet. Die Orgel wurde 1801 von  Meinrad Dreher gebaut.